# Acuerdos de Argel (1975)

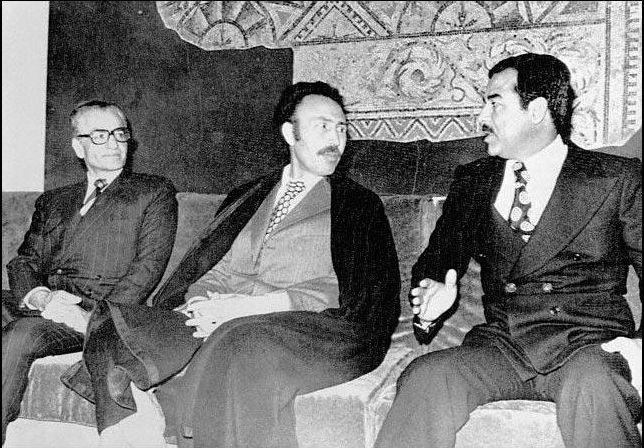
De izquierda a derecha: Mohammad Reza Pahleví (por Irán), Houari Boumédiène (por Argelia) y Sadam Huseín (por Irak)

Los acuerdos de Argel del 6 de marzo de 1975 fueron un tratado firmado entre Irán e Irak para poner fin a las disputas territoriales entre ambos países, principalmente en lo que respecta a la soberanía sobre Chat el Arab y el Juzestán. El tratado nunca fue cumplido por las partes, que entraron posteriormente en guerra (guerra Irán-Irak) en 1980.
El acuerdo pretendía poner fin al desacuerdo entre Irak e Irán en sus fronteras en la vía fluvial de Chat el Arab y en el Juzestán, pero Irak también deseaba poner fin a la rebelión kurda. Menos de seis años después de firmar el tratado, el 17 de septiembre de 1980, Irak lo derogó, pero según el derecho internacional, una nación no puede retirarse unilateralmente de un tratado previamente ratificado, y el tratado no incluía una cláusula que previese la retirada unilateral. 
Las fricciones continúan en la actualidad en la frontera a pesar de que el tratado es vinculante según el derecho internacional. Su detallada delimitación de fronteras sigue vigente desde que fue firmado en 1975 y ratificado en 1976 por ambas naciones.

## Antecedentes

### Conflicto iraquí-kurdo
En 1963, tras la Revolución del Ramadán, el gobierno del Partido Baaz, dirigido por Ahmad Hassan al-Bakr, lanzó una campaña contra la rebelión kurda, que buscaba la independencia de Irak. El gobierno dirigido por el Baas se derrumbó tras el Golpe de Estado de noviembre de 1963 dirigido por Abdul Salam Arif. Las relaciones entre el nuevo gobierno y los kurdos no se habían acordado. En 1968, se produjo otra revolución con el Partido Baaz y el gobierno iraquí, llamada Revolución del 17 de julio. Las tensiones entre el nuevo gobierno y los kurdos aumentaron, y las Fuerzas Armadas Iraquíes emprendieron acciones militares contra los separatistas kurdos. Las acciones de los rebeldes kurdos causaron trastornos económicos masivos. El 11 de marzo de 1970, se firmó un tratado entre el vicepresidente del Consejo del Mando Revolucionario (Irak), Sadam Huseín, denominado «Manifiesto de marzo», y el líder de la rebelión kurda, Mustafa al-Barzani, en Tikrit, para poner fin al conflicto. Según el acuerdo, las milicias se fusionarían en el Ejército iraquí, se cortarían todos los lazos con el Irán y se pondría fin a la rebelión. A cambio, el gobierno iraquí prometió autonomía a los kurdos, con la inclusión de representantes kurdos en el gobierno iraquí. El gobierno había fomentado anteriormente la «arabización» de las regiones kurdas ricas en petróleo. En 1974, seguía habiendo problemas sin resolver entre el gobierno y los kurdos sobre los recursos petrolíferos de las regiones kurdas de Irak. Los ministros kurdos dimitieron del gobierno, los empleados kurdos se retiraron y la policía y los soldados kurdos dejaron de cooperar con el gobierno. El gobierno iraquí insistió en que los kurdos estaban obligados por el acuerdo, pero los kurdos creían que era el gobierno quien lo había incumplido. El 11 de marzo de 1974, el acuerdo se incorporó a la constitución iraquí. Los combates estallaron de nuevo entre el ejército iraquí y las fuerzas kurdas, con el Irán apoyando a los kurdos.

### Disputas fronterizas entre Irán e Irak
Con el Partido Baas en el control del gobierno, en 1968, Irak exigió el control total sobre el Shatt al-Arab (Arvand Rud). El 19 de abril de 1969, el Irán se retiró del acuerdo de 1937, que había sido firmado entre el Iraq e Irán para resolver problemas fronterizos, argumentando que Iraq interfería con los barcos iraníes en el Shatt al-Arab. En abril de 1969, ambos ejércitos se desplegaron a orillas del Golfo Pérsico. Después de que Irán tomara el control de cuatro islas en el Golfo Pérsico, las relaciones diplomáticas entre Bagdad y Teherán se deterioraron notablemente. Irak animó a los árabes de Juzestán a rebelarse contra el Sha de Irán. Mohammad Reza Pahlavi. Irak también expulsó a todos los iraníes de Irak. Irán apoyó a los kurdos en la Guerra Iraquí-Kurda con equipamiento militar y financiación. Mustafa al-Barzani se reunió con representantes del gobierno estadounidense para apoyar en secreto a los kurdos, lo que debilitó aún más la posición iraquí, que se complicó aún más con el estallido de la guerra de Yom Kipur. Irak necesitaba ahora apaciguar a Irán, temiendo que este país pudiera atacarles desde el este, mientras la mayoría de las Fuerzas Armadas Iraquíes luchaban en el Frente Sirio.

## Negociaciones
En 1973, el Irak inició negociaciones con el Irán, con la esperanza de poner fin al apoyo iraní a la rebelión kurda. A finales de abril, se celebró una reunión en Ginebra entre los ministros de Asuntos Exteriores de ambos países. Los representantes iraquíes exigieron que se cumpliera el tratado de 1937, que otorga la mayor parte del Shatt al-Arab a Irak, pero los representantes iraníes se negaron. Las conversaciones fracasaron, pero se siguieron celebrando reuniones entre ambos países. Mohammad Reza Pahlavi se mostró completamente inflexible, y pretendía el control de la mitad del Shatt al-Arab (Arvand Rud). Una vez concluidas las conversaciones sobre el Shatt al-Arab, Irak también pretendía el fin del apoyo iraní a los kurdos.
En mayo de 1974, Irak e Irán iniciaron el proceso de demarcación de la frontera del Shatt al-Arab (Arvand Rud) entre ambos países. En la cumbre de la Liga Árabe de 1974, representantes del gobierno de Irán asistieron para hablar con representantes iraquíes con la mediación del rey de Jordania Hussein. Las conversaciones continuaron entre ambos países de forma esporádica, Irak se resistía a abandonar el territorio que le había sido asignado en el tratado de 1937. Irán aumentó su apoyo a los kurdos, lo que incrementó sustancialmente los problemas para el ejército iraquí. Sadam Huseín y Mohammad Reza Pahlavi asistieron a la cumbre de la OPEP celebrada el 6 de marzo de 1975 en Argel, donde se llegó a un acuerdo que se firmó con la mediación de Houari Boumédiène, entonces presidente del Consejo Revolucionario de Argelia.
Irak concedió a regañadientes el territorio a Irán debido a la necesidad de poner fin a la Guerra Kurda y a la violencia cerca del Shatt al-Arab con Irán. La frontera entre ambas naciones se ajustó a favor de Irán.

## Acuerdos

### Mediación argelina
El Acuerdo de Argel situó la frontera entre el Iraq y el Irán en el centro del canal principal de la vía fluvial del Shatt al-Arab (Arvand Rud), normalmente llamado thalweg. Se exigió a Irak que abandonara sus pretensiones sobre las zonas árabes del oeste de Irán. Los dos países debían comprometerse a mantener una supervisión estrecha y eficaz de su frontera común y a poner fin a cualquier intervención en el territorio del otro. Por tanto, se exigió a Irán que pusiera fin a cualquier apoyo a los kurdos. Ambos países acordaron ser buenos vecinos. La violación de una parte del acuerdo «contradice el espíritu del Acuerdo de Argel».
El 15 de marzo de 1975, los ministros de Asuntos Exteriores iraquí e iraní se reunieron con los representantes argelinos para establecer un comité conjunto encargado de marcar la nueva frontera. El 17 de marzo, los ministros de Asuntos Exteriores de los dos países firman el protocolo. El protocolo establece que los dos países se comprometen a volver a marcar la frontera.
El 13 de junio de 1975, los ministros de Asuntos Exteriores de Iraq e Irán firmaron otro tratado en Bagdad. Añadía detalles a los acuerdos sobre la resolución de conflictos y la determinación de la frontera y sus posibles cambios. El tratado se denomina «Irán-Iraq: Tratado sobre Fronteras Internacionales y Relaciones de Buena Vecindad».

## Resultados
La comisión Irán-Irak delimitó formalmente la frontera de los dos países el 26 de diciembre de 1975, con la firma de una declaración conjunta de intenciones por ambas partes. El ejército iraní se retiró de las zonas fronterizas que estaba ocupando, se cerró la frontera y se puso fin al apoyo a los rebeldes kurdos. Irán también ordenó a la CIA y al Mossad que pusieran fin a su apoyo militar a los kurdos. Se pensó que con el fin del apoyo internacional, el gobierno iraquí negociaría con los kurdos, pero Sadam Huseín lanzó una gran campaña militar contra los rebeldes, lo que provocó la intervención del monarca iraní Mohammad Reza Pahlavi. Todas las partes acordaron un alto el fuego, pero el 1 de abril el gobierno iraquí lanzó otra campaña militar. Tras varias batallas, el ejército iraquí declaró la victoria, pero más de 100.000 refugiados kurdos huyeron a Irán y Turquía, incluido el líder kurdo Mustafa Barzani, sólo para volver e iniciar otra rebelión en 1978.